# Język mnemoniczny
Język mnemoniczny, symboliczny (ang. mnemonic programming language) – język programowania oparty na symbolicznych, skrótowych nazwach rozkazów, które komputer tłumaczy na zrozumiały dla siebie kod maszynowy. Formaty mnemoniczne charakteryzują się tym, że są zrozumiałe dla człowieka w odróżnieniu od np. formatów binarnych. Przykładem formatu mnemonicznego są pliki HTML dla stron internetowych lub pliki SVG dla grafik. Zmiany tych plików mogą w razie potrzeby zostać dokonane za pomocą zwykłego edytora tekstów bez użycia specjalnego oprogramowania.